# František Michálek (politik KDU-ČSL)
František Michálek (15. listopadu 1925 Brno – ?) byl český a československý politik, po sametové revoluci poslanec Sněmovny lidu Federálního shromáždění za KDS a KDU-ČSL.

## Biografie
Pocházel z Boskovic, profesí byl technik. K roku 2006 se již uvádí jako zemřelý. Jeho pohřeb se konal v Boskovicích. Před rokem 1989 byl politickým vězněm. Působil jako historik a pedagog v Boskovicích a Blansku.
Ve volbách roku 1990 zasedl za ČSL do Sněmovny lidu (volební obvod Jihomoravský kraj). Ve Federálním shromáždění setrval do voleb roku 1992. V rámci aliance křesťanských sil KDU patřil ke KDS, kde zastával post místopředsedy strany. V květnu 1991 byl po pozitivní lustraci bezvýsledně vyzván ve své straně k odstoupení z politických funkcí. Po odchodu poslanců KDS ze společného klubu ČSL a KDS a vytvoření nového klubu KDS-LDS v červenci 1991 zůstal v původním klubu.